# Codice di Egino

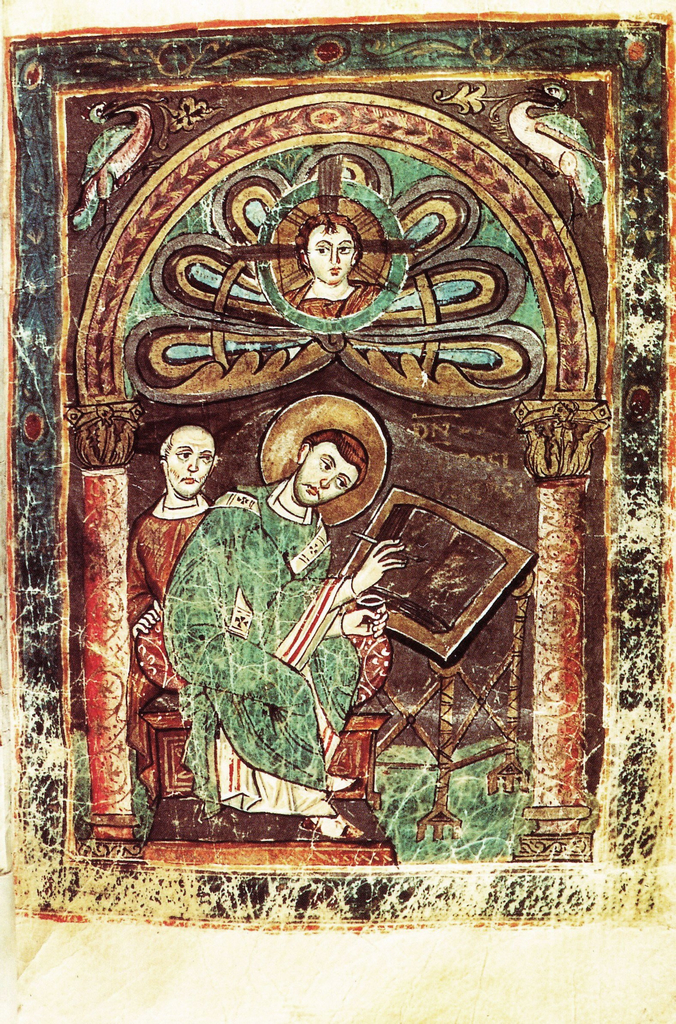
Miniatura contenuta nel codice di Egino

Il codice di Egino è un manoscritto conservato oggi alla biblioteca di Stato di Berlino, composto da trecentonove fogli voluto dal vescovo veronese Egino di Verona di poco antecedentemente al 799, anno in cui dovette abbandonare la città. Quasi sicuramente realizzato nello scriptorium di Verona (sulla cui eredità ancora oggi è in funzione la biblioteca capitolare), comprende anche quattro interessanti miniature che rappresentano uno dei più antichi esempi di storia della pittura a Verona.

## Descrizione
Le miniature raffigurano i padri della Chiesa con aureole e seduti su troni, accompagnati da chierici: Agostino d'Ippona nell'atto di insegnare, Leone Magno benedicente, Ambrogio da Milano e Gregorio Magno intenti a scrivere. I colori predominanti sono l'oro, l'argento e tonalità di marrone, rosso, verde e blu. Il loro stile richiama i modelli tardoantichi della miniatura carolingia, evidenziando influenze d'oltralpe nell'arte veronese del periodo. Il resto del codice è scritto in minuscola carolina da più mani.